# Deltochilum diringshofeni
Deltochilum diringshofeni là một loài bọ cánh cứng trong họ Bọ hung (Scarabaeidae).